# Kamikaze
Kamikaze, shinpū (jap. 神風; spotyka się spolszczoną formę kamikadze) – specjalne japońskie oddziały wojskowe okresu II wojny światowej, należące do armii (w tym do jednostek lotniczych) i marynarki japońskiej. 
Żołnierze kamikaze poświęcali swoje życie w ataku na nieprzyjaciela, pilotując specjalnie przystosowane do tego celu samoloty lub jednostki wodne. Ataki kamikaze określane są czasami jako „ataki samobójcze”, choć samobójcza śmierć nie była celem samym w sobie. Celem kamikaze było zadanie jak największych strat nieprzyjacielowi; śmierć atakującego stawała się konsekwencją takiego ataku, a nie jego podstawowym założeniem.

## Etymologia nazwy
Nazwa 神風 (kamikaze, kamukaze, w sinojapońskim czytaniu shinpū), czyli „boski wiatr” (kami – bóg, boski, kaze – wiatr), odnosi się do tajfunów, które dwukrotnie – w latach 1274 i 1281 – zniszczyły inwazyjne floty mongolskie, atakujące Japonię. Japończycy uznali to za dowód opieki bogów (kami) i nazwali tajfun „Boskim Wiatrem”.
Pełna, oficjalna nazwa jednostek specjalnych brzmiała: Shinpū Tokubetsu Kōgekitai (jap. 神風特別攻撃隊) – w wolnym tłumaczeniu: Specjalny Korpus Uderzeniowy Boski Wiatr lub Oddziały Boskiego Wiatru do Ataków Specjalnych. Japońskie znaki w słowie shinpū mogą być także czytane jako kamikaze. Związane to jest z różnicami w czytaniu japońskim i sinojapońskim chińskich ideogramów. Sami żołnierze jednostek specjalnych, jak i inni żołnierze należący do armii i marynarki japońskiej, zazwyczaj skracali nazwę do Shinpū-tokkōtai (神風特攻隊) lub Tokkōtai.

## Przyczyny powstania jednostki

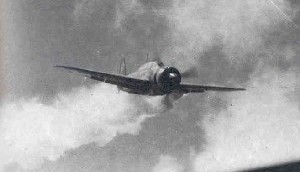
Atak kamikaze wykonywany samolotem Yokosuka D4Y

Przyczyną zastosowania tak radykalnej metody ataku były coraz większe straty zadawane lotnictwu japońskiemu przez Amerykanów. Po pierwszej bitwie na Morzu Filipińskim, stoczonej przez floty obu krajów w dniach 19–20 czerwca 1944 roku, Japończycy ponieśli bardzo duże straty. Nie zatopili żadnego z okrętów amerykańskich, a sami stracili trzy lotniskowce – Shōkaku, Taihō i Hiyō. Straty w samolotach były ogromne i dużo większe od amerykańskich, wyniosły ponad 400 maszyn wobec nieco ponad setki amerykańskich. Walkę tę nazwano „strzelaniem do indyków nad Marianami”. Po tym wydarzeniu, w dniu 20 lipca, komandor Ei’ichirō Jō (dawna transkrypcja nazwiska spotykana w literaturze to: Eiychiro Jyo lub Eiichiro Jyo) wystosował memoriał do dowództwa marynarki „O wnioskach z przebiegu bitwy na Morzu Filipińskim”. Postulował w tym memoriale utworzenie specjalnych jednostek szturmowych, mających atakować nową i skuteczniejszą metodą. W sytuacji, gdy klasycznie walczące samoloty nie były w stanie zaszkodzić amerykańskim lotniskowcom, uznano, że atak samobójczy może być skuteczniejszy.
Sama idea ataku samobójczego w celu zniszczenia wrogich jednostek nie była nowa. Przykłady poświęcania się żołnierzy w atakach pozbawionych szansy na przeżycie są znane od początku historii wojen. Postęp techniczny w XX wieku spowodował powstanie nowych środków bojowych, za pomocą których można było dokonywać takich ataków, szczególnie samolotu, który zapewniał szybkie i łatwe dotarcie do wrogich celów. Często samobójcza śmierć, poprzez uderzenie (taranowanie) w samolot, okręt lub inne jednostki wroga, była wybierana dobrowolnie przez lotników różnych narodowości w przypadku zranienia lotnika lub uszkodzenia samolotu. Idea tworzenia specjalnych oddziałów samobójczych, używających przystosowanych do tego celu samolotów lub jednostek pływających (np. torped), postulowana była w momentach zagrożenia przez ideologów z różnych krajów. Nawet w Polsce w okresie bezpośrednio poprzedzającym II wojnę światową powstała idea społeczna zapisywania się ochotników na „żywe torpedy”. Jednakże Japonia była jedynym krajem, w którym jednostki samobójcze faktycznie utworzono.
Istotną przyczyną wyboru takiego środka walki był zamiar zwiększenia prawdopodobieństwa uderzenia w cel, niż np. przy bombardowaniu, gdyż aż do uderzenia w cel tor lotu samobójczego samolotu był korygowany przez człowieka. Podczas II wojny światowej broń kierowana przez aparaturę elektryczną znajdowała się dopiero w stadium rozwojowym w najbardziej rozwiniętych państwach, przy tym aparatura ta była droga i zawodna. Dlatego kierowanie bronią przez człowieka było najprostszym i „najtańszym” sposobem.

## Historia jednostki
Jednostkę utworzono w październiku 1944 roku. Pomysłodawcą i organizatorem był wiceadmirał Takijirō Ōnishi. Zadanie sformowania pierwszej jednostki samobójczej powierzono komandorowi porucznikowi Tadashiemu Nakajimie i komandorowi Rikihei Inoguchiemu. Udali się oni do Mabalacat – bazy 201. Dywizjonu – i wybrali kilku spośród zgłaszających się do tego zadania ochotników. Jako dowódcę pierwszej grupy wyznaczono kapitana Yukio Seki. Pilot ten posiadał doświadczenie bojowe i umiejętności rzadko spotykane w szeregach japońskich pod koniec 1944 roku.
Według założeń admirała Ōnishi, pierwsze ataki kamikaze miały być desperacką próbą wsparcia japońskiej floty w walce z flotą amerykańską, która właśnie zaatakowała Filipiny.

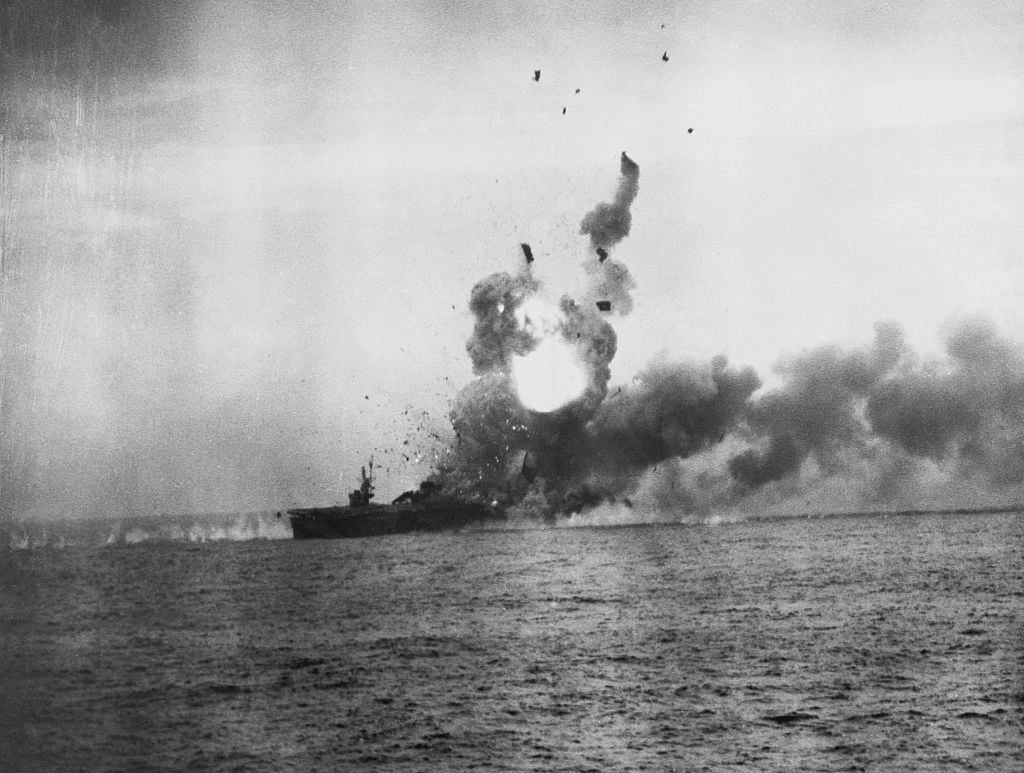
Atak kamikaze na lotniskowiec eskortowy USS „St. Lo”

Pierwszy atak pilotów samobójców miał miejsce 25 października 1944 roku. Wtedy grupa 9 samolotów Zero (w kodzie amerykańskim Zeke) zaatakowała amerykańskie lotniskowce eskortowe z grupy Taffy 3. Lotniskowiec USS „St. Lo” został trafiony przez myśliwiec uzbrojony w bombę i zatonął. W wyniku ataku zginęło stu amerykańskich marynarzy. Trzy inne okręty otrzymały trafienia i zostały uszkodzone, najpoważniej USS „Santee”.
Po ataku utworzono cztery jednostki kamikaze: „Shikishima”, „Yamato”, „Asahi” i „Yamazakura”. Wszystkie były organizacyjnie podporządkowane dowództwu Cesarskiej Marynarki Wojennej, gdyż to właśnie marynarka poleciła je utworzyć.
Kamikaze walczyli do końca wojny. Największa ich liczba wzięła udział w walkach o Okinawę w kwietniu 1945 roku, gdy do akcji bojowych wysłano około 1900 maszyn bojowych. Łącznie wykonano 2314 lotów bojowych na klasycznych samolotach, z tej liczby 1086 zakończyło się powrotem. Największą liczbę lotów wykonano na wodach Okinawy; wtedy do lotów samobójczych wystartowało 1809 maszyn, 879 z nich powróciło.
Oprócz zwykłych samolotów różnych typów, wprowadzono pod koniec wojny także specjalne samoloty samobójcze o napędzie rakietowym Ōka (jap. Kwiat Wiśni), nazywanych przez Amerykanów z jap. baka lub z ang. screwball, czyli świr, narwaniec. Miały one bardzo mały zasięg i z tego powodu do miejsca ataku musiały być przenoszone pod kadłubem średnich bombowców Mitsubishi G4M3 Betty. Samoloty te stawały się wtedy mało zwrotne i przez to bardziej podatne na przechwycenie i zestrzelenie, co znacznie ograniczało zastosowanie tej broni. Łącznie wyprodukowano 755 tych samolotów-pocisków, z czego większość użyto bojowo. Atutem Ōka była bardzo duża prędkość nurkowania w kierunku celu, uzyskana dzięki dużemu obciążeniu powierzchni nośnej. 
Straty zadane Amerykanom przez lotnicze formacje samobójcze w latach 1944 i 1945 to 56 zniszczonych i 273 uszkodzone jednostki nawodne, kosztem życia 3913 pilotów lotnictwa japońskiego.
Oprócz jednostek lotniczych, w użyciu były też samobójcze jednostki morskie, tak zwane „żywe torpedy”, o nazwie kaiten. Do końca wojny zbudowano 419 sztuk i użyto bojowo z miernym skutkiem. Udało im się bowiem zatopić tylko jeden zbiornikowiec (USS „Mississinewa”), jeden niszczyciel (USS „Underhill”) oraz uszkodzić 2 niszczyciele i 2 transportowce. Jednostki te nie były nazywane kamikaze.
Większość załóg samobójczych stanowili ochotnicy. Pod koniec wojny zdarzały się jednak przypadki wydawania rozkazów zwykłym pilotom do wzięcia udziału w takiej misji.

## Strona moralna

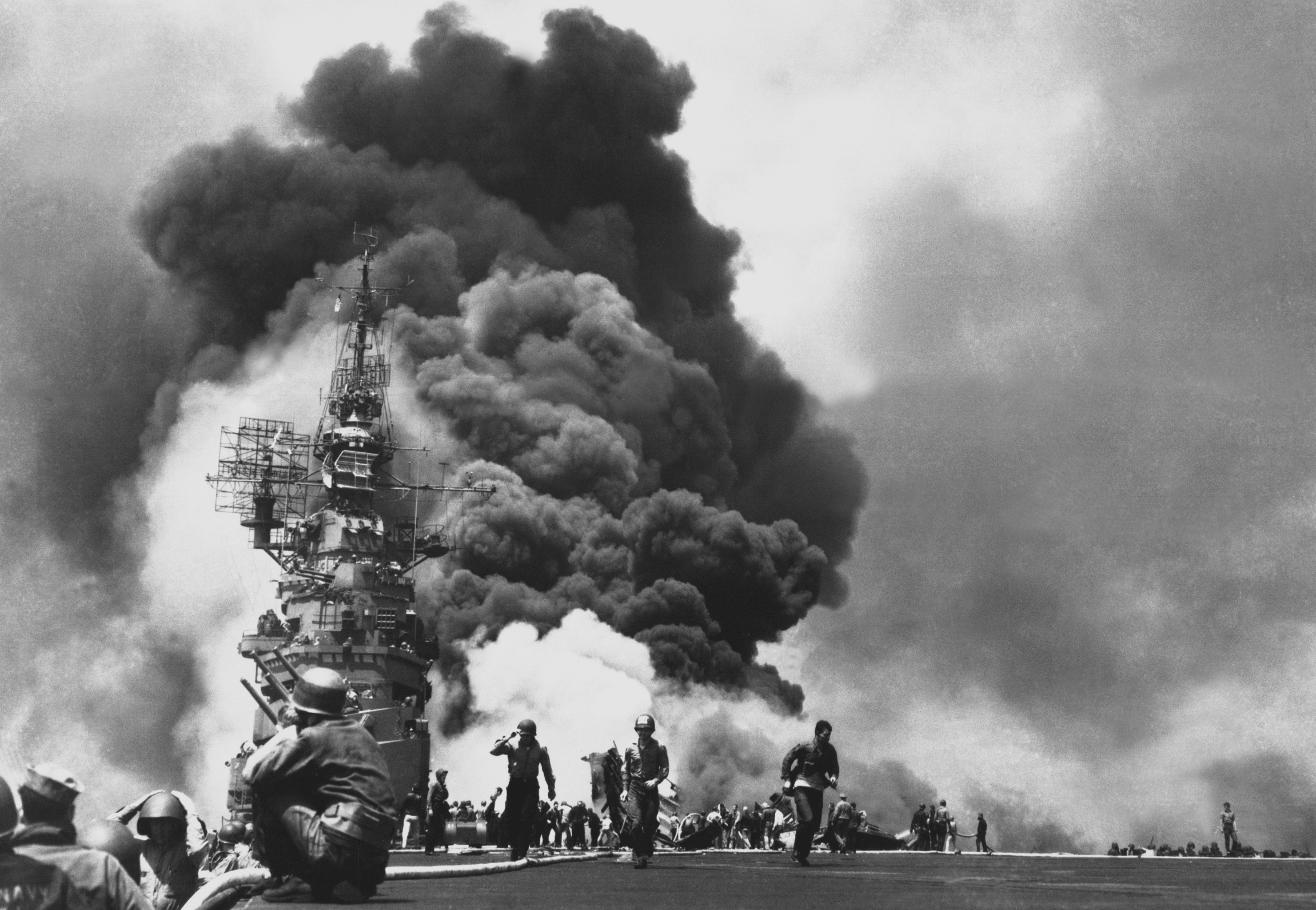
Skutki ataku kamikaze – USS Bunker Hill płonie

Dwóch lotników japońskich walczących we wcześniejszym etapie wojny nieświadomie dało swoją postawą przykład pilotom kamikaze – byli to kapitanowie: Tomonaga i Murata. Pierwszy zginął w trakcie bitwy pod Midway. Po powrocie z porannego nalotu na wyspę okazało się, że lewoskrzydłowy zbiornik jego samolotu jest uszkodzony, mimo to polecił zatankować drugi i wystartował do ataku na okręty amerykańskie. Nie został zestrzelony, ale nie starczyło mu paliwa na powrót. Runął do wody i zginął.
Murata z kolei w trakcie bitwy pod Santa Cruz po poważnym uszkodzeniu swojego samolotu uderzył w nieprzyjacielski lotniskowiec USS Hornet. Wiceadmirał Ōnishi wymieniał obu w motto dla kamikaze: Wystartować do lotu w jedną tylko stronę jak Tomonaga i rozbić się o wrogi okręt jak Murata.
Oficerowie japońscy zbierali pilotów mających wyruszyć z samobójczą misją w specjalnej sali. Tam odczytywano im podstawowe założenia kodeksu Bushidō i wiersze haiku, pozostawione przez lotników, którzy już ponieśli śmierć. Miały one służyć podbudowaniu patriotyzmu i przypomnieniu samurajskich wzorów.
Następnie piloci składali przysięgę, przebierali się w specjalne mundury, odbierali samurajskie miecze i w końcu zasiadali do stołu z oficerem prowadzącym, wznosili toast czarką sake i owijali głowy opaskami hachimaki, z tarczą wschodzącego słońca i napisami: „pewne zwycięstwo” czy „poświęcenie dla kraju”. Po wyjściu na lotnisko żegnali się z przyjaciółmi, dostawali od nich drobne upominki. W końcu wsiadali do samolotów i startowali pośród pieśni patriotycznych, śpiewanych przez obsługę lotniczą. Samoloty były u szczytu sprawności technicznej i nieskazitelnie czyste. Tłumaczono to tym, iż samolot będzie trumną pilota, a wszystkie trumny są czyste.
Spadając na cel, kamikaze wykrzykiwali głośno: „Banzai” („Niech Cesarz żyje 10 tys. lat!”) lub „Hissatsu” („Pewna śmierć”).

## Wyposażenie

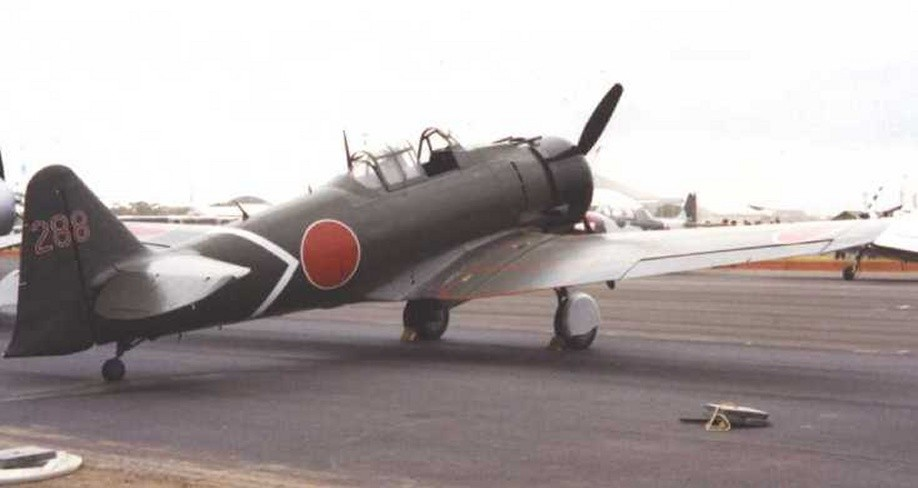
Mitsubishi A6M5 Reisen (Zero) – myśliwiec japoński często kojarzony z kamikaze

Najpopularniejszym samolotem wykorzystywanym przez kamikaze był Mitsubishi A6M (Zero). Pod koniec wojny, gdy tego typu myśliwców zaczęło brakować, kamikaze latali także m.in. na: Yokosuka D4Y, Nakajima B5N i Mitsubishi G4M. Od końca 1944 roku produkowano specjalny samolot o napędzie rakietowym Yokosuka MXY7 Ohka. Ich ubiór stanowiły – jak w przypadku zwykłego pilota – spodnie i kurtka ocieplane puchem, czapka uszanka i skórzane buty. Broń podręczną stanowił pistolet Nambu wz. 14 lub wz. 94. Oprócz niego kamikaze nosili przy sobie nóż, którym podcinali sobie żyły na wypadek, gdyby np. nie trafili w cel i przeżyli uderzenie w wodę. Zwykle nosili też przy sobie miecz samurajski, przekazywany z pokolenia na pokolenie, który umieszczali w ekskluzywnej pochwie. Piloci ci często zabierali ze sobą zdjęcia swoich bliskich oraz portrety z wyobrażeniem swoich przodków.

## Wykaz formacji i jednostek samobójczych
| Nazwa jednostki | Dowódca                       | Data utworzenia           | Miejsce utworzenia | Uwagi                                                                              |
| --------------- | ----------------------------- | ------------------------- | ------------------ | ---------------------------------------------------------------------------------- |
| Asahi           | Keiichi Ueno (podoficer)      | 19 października 1944(dts) | Davao              | Sformowana z jednostki 201-Kokutai                                                 |
| Azusa           | Naoto Kuramaru (porucznik)    | 7 marca 1945(dts)         | Kanoya (baza woj.) | Powstała w celu realizacji operacji Tan                                            |
| Banda           | Hosuomi Iwamoto (porucznik)   | 12 listopada 1944(dts)    | Hakate (baza woj.) | Pilotami byli absolwenci szkoły lotniczej                                          |
| Ohka            | Motoharu Okamura (kapitan)    |                           | Kikusui            | Wykorzystywano głównie formację Kikusui oraz wyłącznie samoloty Yokosuka MXY7 Ohka |
| Chūyū           | Takashiro Okamura (kapitan)   | 27 października 1944(dts) | Mabalacat          | Sformowana z jednostki 701-Kokutai                                                 |
| Mitake          | Senzō Iwashita (podporucznik) | 20 lutego 1945(dts)       | Kanoya             | Brała udział w obronie Okinawy                                                     |

Pozostałe jednostki

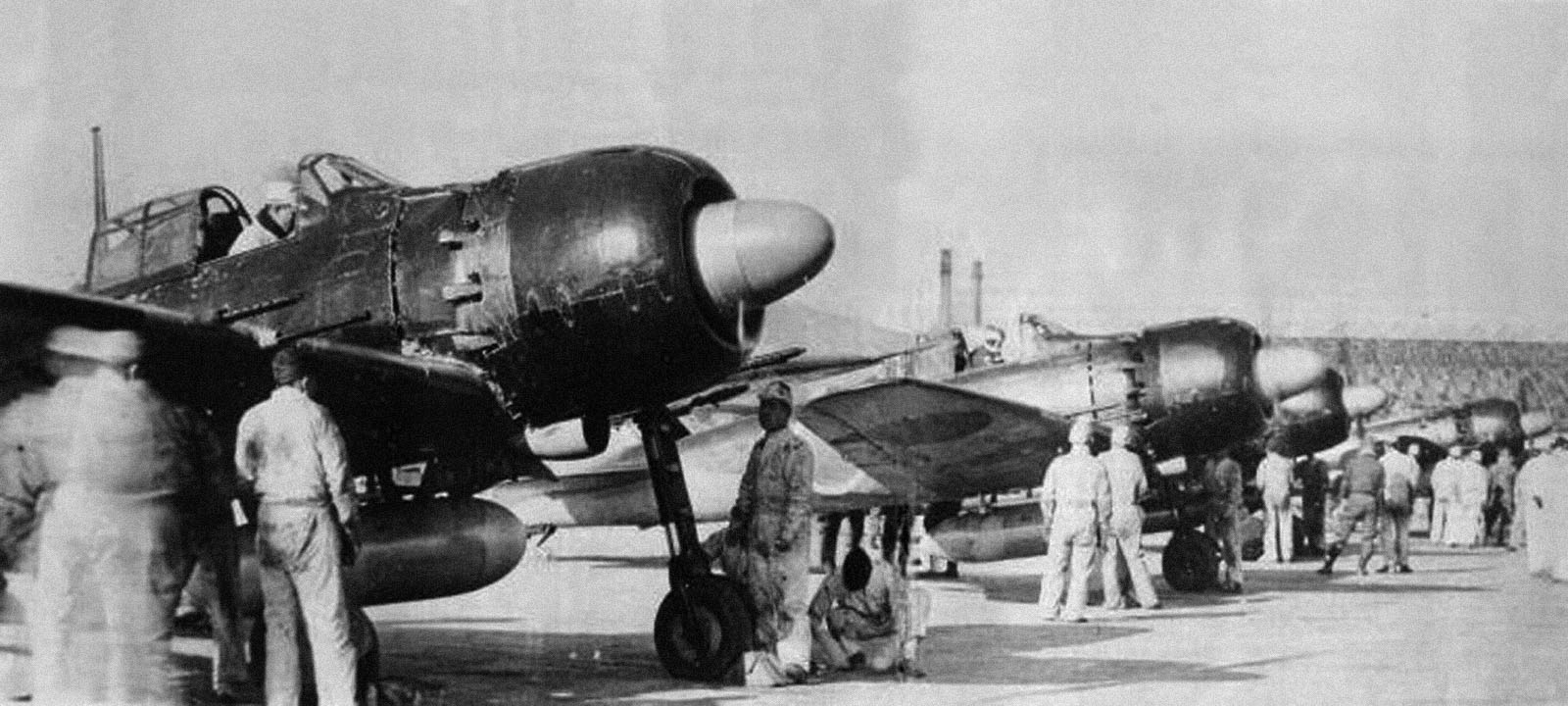
Przygotowywanie do samobójczego ataku samolotów Mitsubishi A6M Reisen

- Kikusui – jednostka przeprowadzała ataki z Kiusiu przeciwko oddziałom amerykańskim lądującym na Okinawie. Tworzyły ją ochotnicy z 3, 5 i 10 Kōkū Kantai. Utworzona została przez wiceadmirała Matome Ugaki. Z jednostek lotnictwa armii w jej ramach uczestniczyli tylko piloci z 6-Kōkūgun.

- Kikusui 1 – jednostka brała udział w walkach w dniach 6–7 kwietnia 1945 roku i zatopiła 6 okrętów i uszkodziła pozostałe 34. W akcji brało udział 547 samolotów lotnictwa morskiego i 186 samolotów lotnictwa armijnego, z których 303 samoloty pilotowane były przez pilotów samobójców.

- Kikusui 10 – jednostka brała udział w akcji podczas obrony Okinawy w dniach 21 i 22 czerwca 1945 roku. W ataku brało udział 55 samolotów oraz jednostka Ohka Butai 3 z sześcioma samolotami Yokosuka MXY7 Ohka. Jednostka zatopiła 2 okręty i uszkodziła 6.

- Kikusui 2
- Kikusui 3
- Kikusui 4
- Kikusui 5
- Kikusui 6
- Kikusui 7
- Kikusui 8
- Kikusui 9
- Sakon
- Seichu
- Yoshino

Oprócz wymienionych wyżej jednostek istniało wiele innych nieformalnych grup, które powstały samorzutnie w różnych bazach lotniczych, w zależności od zaistniałej sytuacji.
- Kongo 19 – jednostka powstała na Mabalacat w lutym 1945 roku i była dowodzona przez podporucznika Yutake Aona. Złożona była z 16 samolotów Mitsubishi A6M Reisen (Zero). Uczestniczyła w akcji w rejonie cieśniny Mindoro, gdzie została całkowicie zniszczona.

- Kongo 20
- Kongo 21
- Kongo 22
- Kongo 23

Wszystkie te i inne podobne jednostki powstawały na podstawie tajnych rozkazów, bez wprowadzania zapisów do raportów dowództwa lotnictwa morskiego.